# Benson (Utah)
Benson is een plaats (census-designated place) in de Amerikaanse staat Utah en valt bestuurlijk gezien onder Cache County.

## Demografie
Bij de volkstelling in 2000 werd het aantal inwoners vastgesteld op 1451.

## Geografie
Volgens het United States Census Bureau beslaat de plaats een oppervlakte van
87,8 km², waarvan 80,0 km² land en 7,8 km² water.

## Plaatsen in de nabije omgeving
De onderstaande figuur toont nabijgelegen plaatsen in een straal van 12 km rond Benson.